# Otto Grotewohl
Otto Grotewohl (Braunschweig, 11 de março de 1894 – Berlim Oriental, 21 de setembro de 1964) foi um político alemão que serviu como o primeiro primeiro-ministro da República Democrática Alemã (RDA / Alemanha Oriental) desde sua fundação em outubro de 1949 até sua morte em setembro de 1964.

## Vida
Grotewohl era um político do Partido Social Democrata (SPD) no Estado Livre de Brunswick durante a República de Weimar e líder do ramo do partido na Zona de Ocupação Soviética após a Segunda Guerra Mundial. Grotewohl liderou a fusão do SPD com o Partido Comunista (KPD) para formar o Partido da Unidade Socialista da Alemanha (SED) em 1946 e serviu como co-presidente do partido com o líder do KPD Wilhelm Pieck até 1950. Grotewohl presidiu o Conselho de Ministros após a estabelecimento da RDA em 1949, e serviu como chefe de governo de jure sob o primeiro-secretário Walter Ulbricht até sua morte em 1964.